# Димитър Зехтинов
Димитър Петров Зехтинов е български офицер, генерал-лейтенант.

## Биография
Роден е на 7 август 1950 г. в ямболското село Мелница. Завършва Висшето народно военно училище „Васил Левски“ във Велико Търново, а по-късно и Военната академия в София. Учил е в Генералщабната академия в Москва. На 26 юни 1996 г. е освободен от длъжността началник на щаба на Трета армия и назначен за началник на Щаба на Трети армейски корпус. На 22 април 1997 г. е освободен от длъжността началник на щаба на Трети армейски корпус и назначен за началник на управление „Военна полиция“ на ГЩ на БА. На 1 септември 1997 г. е освободен от длъжността началник на управление „Военна полиция“ на ГЩ на БА и назначен за първи заместник-началник на Оперативното управление на ГЩ на БА. На 11 април 2000 г. е освободен от длъжността първи заместник-началник на Оперативното управление на Генералния щаб на Българската армия и назначен за заместник-началник на Главното оперативно управление на Генералния щаб на Българската армия. На 7 юли 2000 г. е удостоен с висше военно звание генерал-майор. На 7 май 2001 г. е освободен от длъжността заместник-началник на Главното оперативно управление на Генералния щаб на Българската армия и назначен за началник на Главното оперативно управление на Генералния щаб на Българската армия.
На 6 юни 2002 г. е освободен от длъжността началник на Главното оперативно управление на Генералния щаб, назначен за заместник-началник на Генералния щаб по операциите и удостоен с висше военно звание генерал-лейтенант.> На 4 май 2005 г. е назначен за заместник-началник на Генералния щаб по операциите. На 25 април 2006 г. е освободен от длъжността заместник-началник на Генералния щаб по операциите, считано от 1 юни 2006 г. На 6 май 2006 г. е награден с орден „За военна заслуга“ първа степен за големите му заслуги за развитието и укрепването на Българската армия, за проявен професионализъм при организирането и успешното участие на подразделения и военнослужещи от Българската армия в мироопазващи, миротворчески и хуманитарни операции в различни райони по света, за дългогодишна и безупречна служба в Българската армия и принос за поддържане на националната сигурност на Република България.. Умира на 10 септември 2006 г. в София.